# سیتی هایتس (سن دیگو)
سیتی هایتس (به انگلیسی: City Heights) یک منطقهٔ مسکونی در ایالات متحده آمریکا است که در سن دیگو واقع شده‌است. سیتی هایتس ۷۴٬۸۴۳ نفر جمعیت دارد.